# Amulet-penjant amb cap de lleona
L'Amulet-penjant amb cap de lleona és una peça que va ser elaborada a l'època de l'Imperi Aquemènida, (en persa antic: Hakhāmanishiya), fundat per Cir II el Gran, després de vèncer l'últim rei mede (550 aC.) i estendre el seu domini per l'altiplà central de l'Iran i gran part de Mesopotàmia, fins a la seva caiguda provocada per la conquesta d'Alexandre el Gran l'any 331 aC. L'escultura s'exposa de manera permanent al Museu del Louvre, de París, que la va adquirir l'any 1952.

## Troballa
L'amulet aquemènida, va ser trobat a Vila reial de Susa, (l'Iran), on hi havia la capital de l'Imperi Persa durant l'època aquemènida.

## Característiques
- Material: ceràmica.
- Alçada : 5,70 centímetres.
- Amplada: 4,80 centímetres.